# Sérgio Tertuliano Castelo Branco
Sérgio Tertuliano Castelo Branco (Maranhão, 12 de julho de 1844 — Ilha de Anhatomirim, c. 24 de abril de 1894) foi um militar brasileiro que foi presidente do estado de São Paulo por sete horas no dia 15 de dezembro de 1891.

## Biografia
Nascido no Maranhão, mudou-se ainda jovem para o Rio de Janeiro, onde, em 5 de dezembro de 1860, vinculou-se como praça na Escola Militar. Foi elevado a segundo-tenente em 1866, após concluir o curso da arma de infantaria no ano anterior.
Fez parte da Guerra do Paraguai, sendo condecorado pelo governo imperial por seus feitos. Após o seu regresso, foi promovido a primeiro-tenente graduado em 14 de abril de 1871. Dez anos depois, foi designado capitão e comandante da 7ª companhia do 9º Batalhão de Infantaria em Salvador, onde permaneceu durante alguns anos.

### A primeira revolta da Armada e o governo estadual interino
Castelo Branco, promovido a major e graduado como coronel, foi nomeado inspetor das Forças Militares do Estado de São Paulo em 10 de dezembro de 1891. Involuntariamente, acabou envolvido na crise política iniciada em no mês anterior, quando o então presidente da República, marechal Deodoro da Fonseca, dissolveu o Congresso Nacional. Deodoro, pressionado pela reação negativa à sua decisão, havia renunciado em 23 de novembro. No entanto, Américo Brasiliense, então presidente do estado de São Paulo (cargo equivalente ao de governador), negou a possibilidade de que faria o mesmo, buscando permanecer no cargo.
Já se considerava a destituição armada do presidente do estado quando o governo federal enviou o coronel Frederico Sólon de Sampaio Ribeiro à capital para acompanhar os acontecimentos. Após uma série de movimentações na capital, incluindo a recusa do general Carlos Machado de Bittencourt em assumir o governo, às 08:30 do dia 15 de dezembro Américo Brasiliense entregou um comunicado a Castelo Branco, que lhe assegurara a integridade física pernoitando no palácio, passando-lhe a chefia do Executivo estadual. O recém-abdicado presidente retirou-se então para sua residência. No ofício, Américo Brasiliense deixava expresso o desejo de  reassumir seu cargo "no caso do Governo federal, respeitando a autonomia e a Constituição do Estado", dar-lhe garantias para desempenhar suas funções.
A essa altura, o vice-presidente estadual Cerqueira César encontrava-se no Grande Hotel de França acompanhado de Campos Sales, Bernardino de Campos e Júlio de Mesquita. Decidiram convocar o coronel Sólon para ir até o Pátio do Colégio, então sede do governo estadual, dialogar com Castelo Branco. No palácio, Sólon convenceu o major de que o vice-presidente deveria assumir o governo, como previsto em lei. Castelo Branco e o coronel Sólon foram então ao Grande Hotel, onde o governo foi entregue a Cerqueira César às 15:30, terminando o mandato extraoficial que durara apenas algumas horas. Américo Brasiliense nunca retornou ao cargo. Castelo Branco deixou São Paulo, sendo substituído pelo coronel João Nepomuceno Pereira Lisboa no cargo que exercia.

### A segunda revolta da Armada e morte

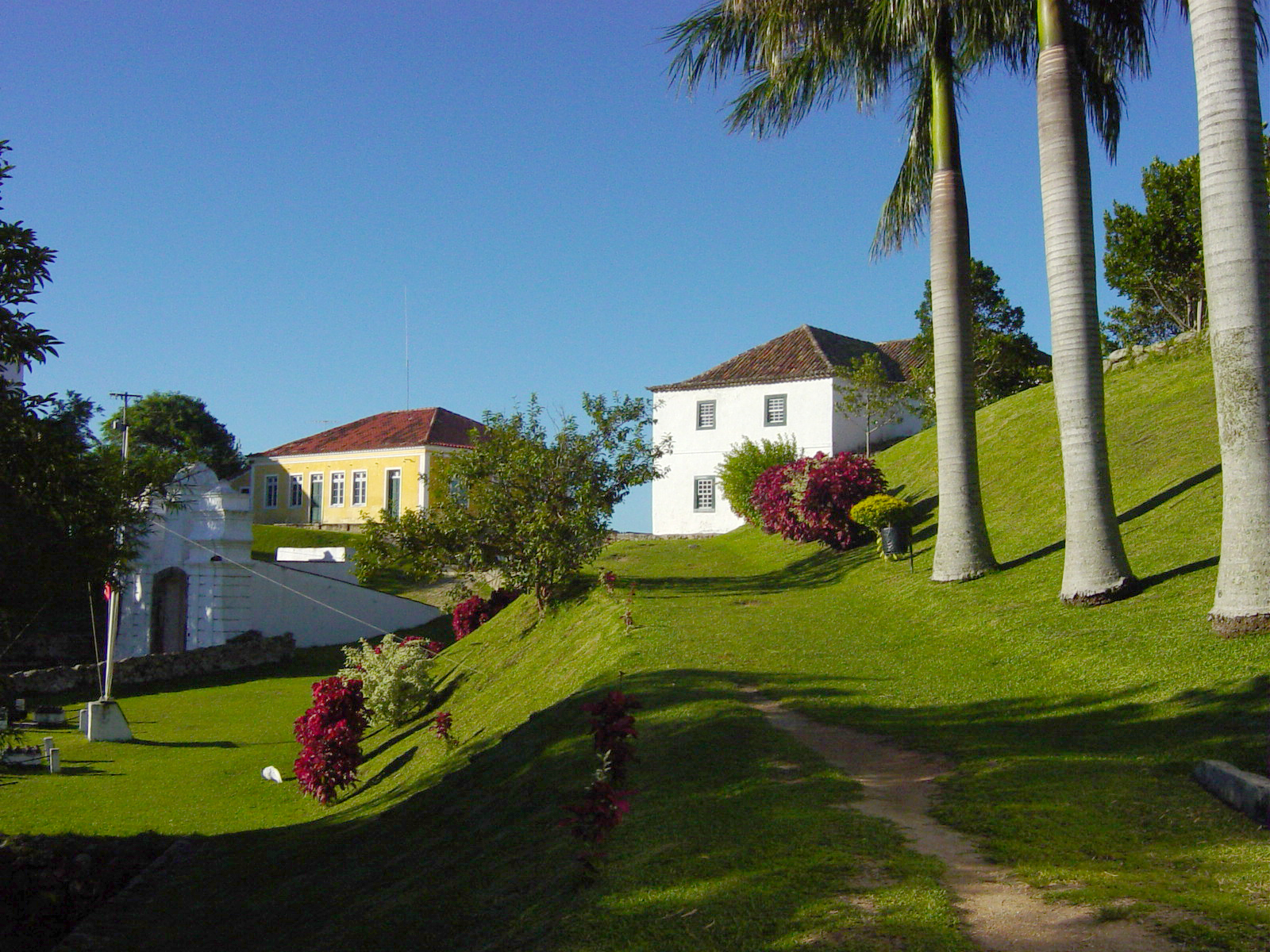
A Fortaleza de Santa Cruz de Anhatomirim, onde vários prisioneiros políticos foram fuzilados em 1894.

No dia 6 de setembro de 1893 irrompeu a revolta da Armada contra o marechal Floriano Peixoto. Sob o comando do capitão de mar e guerra Frederico Guilherme Lorena, as tripulações de três navios adeptos da revolta partiram para Santa Catarina, estado de origem de vários líderes da revolta, que eventualmente tomaram o município de Desterro (hoje Florianópolis). Desterro se tornou então a capital da Revolução Federalista, com o comandante Lorena proclamado presidente.
O tenente-coronel Castelo Branco era partidário das causas revolucionárias, participando ativamente do "novo governo". Recebeu do próprio Lorena, ainda, a função de escrever um Código Criminal e Militar. A violenta repressão do governo federal se deu através da chegada de uma esquadra ao porto de Santa Catarina no dia 17 de abril de 1894, seguida por outro navio comandado pelo coronel Antônio Moreira César, que assumiu o governo do estado poucos dias depois por ordem do marechal Floriano.
Os prisioneiros foram levados para a Fortaleza de Santa Cruz de Anhatomirim e, sem julgamento, foram fuzilados a partir de 24 de abril. Entre os fuzilados estava o tenente-coronel Sérgio Castelo Branco, que morreu no massacre. Deixou viúva e quatro filhos.

## Legado
A despeito de nunca ter exercido de fato o governo do estado de São Paulo nem ter tido amparo legal para tal, seu nome consta em diversos livros que cobrem a história paulista, sendo às vezes incluído como "presidente interino" de São Paulo.

### Citações
1. 1 2  Egas 1927, p. 375.
2. ↑  
Leite 1944, p. 109; Ribeiro 2010, p. 1.
3. 1 2  
Ribeiro 2010, p. 1; Egas 1927, p. 375.
4. ↑  Ribeiro 2010, p. 1.
5. ↑  
Leite 1944, p. 109; Ribeiro 2010, pp. 1-2.
6. 1 2  Martins, Lucídio Alexandre (20 de dezembro de 1891). «O epílogo da revolução». Correio Paulistano (10576). Consultado em 7 de setembro de 2014
7. 1 2  Debes 1978, p. 367.
8. ↑  Ribeiro 2010, pp. 1-2.
9. 1 2  Ribeiro 2010, p. 2.
10. ↑  Piazza 1999, p. 82.
11. ↑  Ribeiro 2010, pp. 2-3.
12. ↑  Ribeiro 1895, p. LXXX.
13. ↑  
Egas 1927; Leite 1944; Debes 1978.